# Odhise Paskali
Odhise Paskali, född den 22 december 1903 i Kozani i Grekland, död den 13 september 1985 i Përmeti i Albanien, var en albansk skulptör.
Odhise Paskali föddes i Kozani i norra Grekland men hans familj bosatte sig sedermera i Përmeti i Albanien. 1918 slutförde han sin grekiskspråkiga grundskoleutbildning.
När Paskali fullbordade verket "Den hungrige" 1925, sände han detta till den blivande kungen Ahmet Zogu och sökte ett statligt stipendium för att studera konst i Italien. Ahmet Zogu skickade honom till Turin för utbildning. Som student där startade han en albansk studentförening och tidning. År 1927 tog han studentexamen. Han var en av organisatörerna bakom den första konstutställningen och konstskolan i Tirana i Albanien.
Paskali gjorde omkring 600 skulpturer. Som hans mästerverk räknas monumentet över Skanderbeg. Andra viktiga verk är Flaggbäraren, Den nationelle kämpen, Bergsbestigaren och Den okände soldaten. Han skapade även ett stort antal porträttskulpturer. Det sägs att många av hans verk återfinns i Schweiz och Italien, eftersom de blev stulna under den fascistiska ockupationen.
Paskali var direktör för det albanska nationalgalleriet för konst. För sina bidrag till albansk skulptur ärades han med titeln Folkets artist.